# 葉麗儀 (馬來西亞)
葉麗儀（1968年10月13日—）是馬來西亞華裔女藝人。

## 简介
叶丽仪是1990年代著名的马来西亚艺人，被当时的制作公司HVD力捧。自从HVD倒闭后，她转向中国发展。她直到近年回马发展。

## 電視劇

### ntv7
- 2007年：天使的烙印 饰 林美凤
- 2008年：情牵南苑 饰 林玉桃

### 家娱频道
- 2008年：《我主風雲之天算不如人算》 饰 谢少芬

### 台灣大愛電視
- 2012年：《雨露》 飾 陳麗珠